# Leafアミューズメントソフト
『Leafアミューズメントソフト』は、Leafより発売された、バラエティソフトのシリーズ。2009年現在で5作が発売されている。全てソフ倫レーティング18禁。

## 概要
Leafの様々な作品の設定やキャラクターを使用した様々なゲームやアクセサリー、次回作の予告やスタッフのコメントなどを収録しており、いわばLeafのファンディスクと呼べる作品。
作品のタイトルにはLeafのキャラクターの一人の名前がついており、そのキャラクターが作中での進行役を務める。
なお、第1作「さおりんといっしょ!!」から第3作「猪名川でいこう!!」までのパッケージには「Leaf Amusement CD」、第4作「アルルゥとあそぼ!!」のパッケージには「Leaf Amusement Soft Vol.4」と記載されているが、Leafのホームページの作品カタログでは「Leafアミューズメントソフト」と記載されているため、本項の項目名および本項にてシリーズ全体を表す用語としては「Leafアミューズメントソフト」で統一する。

## さおりんといっしょ!!
Leafアミューズメントソフト第1作。1996年11月22日発売。Windows 95/98対応。2000年1月28日にパッケージがリニューアルされて発売された。
「雫」「痕」のBGMを一枚に収めたサウンドトラックCDが付属。
進行役は「雫」の新城沙織。

### 内容
痕 番外編　（おまけノベル）
「痕」の番外編シナリオ。後に発売された痕リメイク版に「お約束劇場2　柏木家の夜」ルートとして収録されている。
生ハムレース
ギャンブルゲーム。「Filsnown」作中のミニゲーム「どきどきナマハムレース！」とほぼ同じだが、ジョッキーがLeafの各作品のキャラクター4人＋クマになっている点が異なる。勝ちハムを予想してゴールドを貯めていくとボーナスCGを見ることができるようになる。
初音ちゃんと神経衰弱
神経衰弱ゲーム。勝ち続けていくとボーナスCGを見ることができるようになる。初音の頭を殴ると勝ちやすくなるが、CGは1枚しか見られない。
旧作紹介
「DR2ナイト雀鬼」「Filsnown」「雫」「痕」の作品紹介及びスタッフ秘話。ボツ企画の「フィルスノーン2」、ビジュアルノベル3（当初は異世界ファンタジーの予定であった）の資料もある。また、サウンドトラックに収録されている「雫」「痕」のBGMの作曲者コメントもこのコーナーで見ることができる。
新作情報
本作発売当時の次回作であった「To Heart」のキャラクター紹介。
その他
雫、痕のキャラクターの人気投票の結果、ファンから寄せられた同人誌、イラスト、Leaf作品のBGMに合わせて作られた歌詞を収録。

## 初音のないしょ!!
Leafアミューズメントソフト第2作。1997年11月28日発売。Windows 95/98対応。
進行役は「痕」の柏木初音。アシスタントは柏木楓。

### 内容
To Heart 番外編　（おまけノベル）
「To Heart」の番外編シナリオ。
Heart by Heart
「To Heart」のキャラクターが活躍するアクションゲーム。ショットを撃ち固定画面内の敵を全て倒すのが目的。
「To Heart」のPlayStation/PSE/PlayStation 2版に、一部のキャラクターを差し替えてミニゲームとして収録されている。
LEAF FIGHT 97
「DR2ナイト雀鬼」「Filsnown」「雫」「痕」「To Heart」のキャラクター総勢37人が、「痕」の舞台である隆山で異界より侵略してきたモンスターと戦うRPG。
最大4人パーティだが戦闘は1対1、ターン毎に戦闘メンバーをパーティメンバーから交代可能だが交代したターンでは攻撃が出来ない、戦闘では最大4種まで覚えられる「技」を選んで戦い、技を使うごとに「技ポイント」を消費すると、戦闘システムは「ポケットモンスター」に近い。
後にこの作品のコンセプトとシステムを元にして、トレーディングカードゲーム「リーフファイトTCG」が発売された。
アクセサリ
「To Heart」をモチーフにしたCDプレイヤー、同じく「To Heart」をモチーフにしたスクリーンセーバー、おまけCGを収録。
新作情報
本作発売当時の次回作であった「WHITE ALBUM」のキャラクター紹介。
その他
To Heartのキャラクターの人気投票の結果、ファンから寄せられた同人誌、イラスト、Leaf作品のBGMに合わせて作られた歌詞、グッズ紹介、スタッフ秘話を収録。
柏木初音の誕生日（2月27日）等、一部特定の日にゲームを起動すると特別なメッセージが流れる。

## 猪名川でいこう!!
Leafアミューズメントソフト第3作。2000年1月28日発売。Windows 95/98対応。
主な進行役は「こみっくパーティー」の猪名川由宇だが、同作の他のキャラクター達も会話をしたり各コーナーの進行を務めたりしている。
CD-ROM2枚組となっており、そのうち1枚は「Filsnown」のみが収録されている。
一部にキャラクターボイスあり。

### 内容
葉っぱサスペンド劇場 流れ同人作家旅情編③
「こみっくパーティー」の番外編シナリオ。
三大オタク こみパ最大の決戦
「こみっくパーティー」のキャラクターが登場するクイズゲーム。すごろくのようにさいころを振ってマップを進んでいき、止まったマスでLeaf作品に関わるクイズが出題され、クイズに正解してノルマを達成すると先に進める。
ナイトライター
「DR2ナイト雀鬼」のキャラクターが登場するタイピングゲーム。オリジナルキャラクターのエクソシスト「城戸芳晴」（名前は自由に変更可能）と天使「コリン」が、雀鬼たちを封印していくというストーリー。よく間違われるが、ナイトライターであってナイトライダーでは無い。
Filsnown
PC-98シリーズ対応として発売された同作のWindows移植版。エンディングなどが追加されている。
Memories of White
「WHITE ALBUM」のデジタルブック。
小説、コミック、スタッフのコメントを収録。
まじかる☆アンティーク デモ版
本作発売当時の次回作であった「まじかる☆アンティーク」の紹介。
桜井あさひのDJプレイヤー
「こみっくパーティー」の桜井あさひをモチーフにしたCDプレイヤー。
リーフ デスクトップ
「こみっくパーティー」やLeafのロゴなどをモチーフにしたデスクトップテーマ。
その他に、スタッフのコメント、こみっくパーティーのキャラクターの人気投票の結果を収録。

## アルルゥとあそぼ!!
Leafアミューズメントソフト第4作。2004年4月28日発売。Windows 98/Me/2000/XP対応。
初回特典として「アルあそ!! おまけ本」「すぺしゃるサウンドCD」「卓上カレンダー」が付属。
収録されているゲームなどは「うたわれらんど」と言う名の現代の遊園地風の施設のアトラクションという設定になっている。
進行役は「うたわれるもの」のアルルゥだが、ハクオロ・エルルゥ・ユズハ・カミュも一緒に進行を行っている。また、その他の「うたわれるもの」のキャラクターもアトラクションの案内役として出演している。
なお、本作のタイトルは時々「アルルゥであそぼ!!」と間違えられることがある。マニュアルの2ページでも同様の誤植がある。（もっとも、これはわざとやっているとの見方もある）

### 内容
ウィツァルネミテア戦記
「うたわれるもの」のキャラクターが登場するアクションゲーム。斜め上スクロールのフィールドを敵を倒しながら進んで行く。キャラクターは原作の味方キャラクターは勿論、特定の条件を満たすことで敵キャラクターも使用できる。一部に1980年代のアーケードゲームを思わせる演出が散見される。
Leaf公式サイトにて、新キャラクター・ボス戦での掛け合いなどの演出を追加する修正ファイル「ウィツァルネミテア戦記 PowerUP KIT」が公開されている。
りーぽん
「こみっくパーティー」「うたわれるもの」「天使のいない12月」のキャラクターと対戦、およびキャラクターが牌になったポンジャン。
相手キャラクターの点数を0にすることで、相手キャラクターの脱衣CGを見ることが出来る。イカサマ技を使用することも出来る。
相手に選択できるキャラクターは以下の6人。牌は相手の出典のキャラクターのものとなり、出典によって固有の役が異なる。
- 「こみっくパーティー」より：高瀬瑞希、御影すばる
- 「うたわれるもの」より：エルルゥ、アルルゥ
- 「天使のいない12月」より：栗原透子、木田恵美梨

なお、原作ではすばる（ドリームキャスト版以降の登場のため）、アルルゥ、恵美梨には脱衣シーンが存在しないため、本作が初めての脱衣となる。
グエンディーナの魔女
「まじかる☆アンティーク」の牧部なつみが主人公の、リアルタイムシミュレーションRPG。なつみがグエンディーナの魔法試験を受けて一人前の魔法使いを目指すという設定。様々な使い魔を召喚し、敵を倒していく。
リーフの塔
Leafのキャラクターが総出演するRPG。「リーフの塔」内にある何でも願いのかなうという9枚の「葉っぱ」を集めるのが目的。進行としては、各フロアごとで「アドベンチャーパート」→「戦闘パート」をこなし、次のフロアへ進む、と言った流れの繰り返しとなっているため、探索の要素は全く無い。
戦闘パートでは毎戦闘ごとに以下のキャラクターから4人を選ぶ。アドベンチャーパートでは、常に以下のキャラクター全員がまとまって行動していると言う設定になっている。
- 「まじかる☆アンティーク」より：宮田健太郎、スフィー、リアン
- 「誰彼」より：坂神蝉丸、三井寺月代、桑嶋高子
- 「うたわれるもの」より：ハクオロ、エルルゥ、アルルゥ
- 「Routes」より：那須宗一、湯浅皐月、伏見ゆかり

Routes EXTRA MISSON
「Routes」の番外編シナリオ。「福原庄蔵氏と楽しい仲間達」と「魂の絵にサクラサク」の2本立て。
原作はビジュアルノベルだが、本作では画面下部にウィンドウを表示する一般的なアドベンチャーゲーム形式となっている。
PlayStation 2版「Routes PE」およびPlayStation Portable版「Routes PORTABLE」にも収録されている。（形式は本編と同様にビジュアルノベル）
Leaf SIDE-B 出張版
かつてのLeafの裏サイト「Leaf SIDE-B」（現在は閉鎖）の出張版。サイトで募集していた「第4回 Leaf CGコンテスト」のスタッフ投票の結果発表。
その他
描き下ろしの壁紙、「雫」のおまけボイス、スタッフのコメントを収録。

### 主題歌
オープニング：Peace Of Life
- 作詞：牛島弥美
- 作曲：豆田将
- 歌：元田恵美

エンディング：風に消えた言葉
- 作詞：牛島弥美
- 作曲：豆田将
- 歌：元田恵美

### 関連商品
AQUAPLUS VOCAL COLLECTION VOL.4
発売元：フィックスレコード、販売元：キングレコード。
『アルルゥとあそぼ!!』と『雫（リニューアル版）』、『ToHeart2』、『ToHeart Remember my memories』、『こみっくパーティーRevolution』のボーカル曲を集めたCDアルバム。OPテーマ『Peace of Life』、EDテーマ『風に消えた言葉』を収録。
ツインハートコミックス アルルゥとあそぼ!! アンソロジーコミック
本作のアンソロジーコミック。宙出版発行。

## 愛佳でいくの!!
Leafアミューズメントソフト第5作。2009年12月18日発売。Windows XP/Vista対応。
初回特典として「『愛佳でいくの!!』イラストレーションズブック」「『愛佳でいくの!!』オリジナルサウンドトラック」が付属。
題名の通り「ToHeart2」の登場人物、小牧愛佳と小牧郁乃をメインにしている。

### 内容
FINAL DRAGON CHRONICLE 〜GUILTY REQUIEM〜
まーりゃん製作のバーチャルゲームの暴走でファンタジー世界に飛ばされた貴明が、ToHeart2に登場したキャラクターと共にダンジョンでモンスターと戦うRPG。モンスターの多くが美少女型で、ある特定の方法で倒すとエロCGが表示される。
2011年6月30日に、PSPに移植、『ToHeart2 ダンジョントラベラーズ』として発売された（詳細は同項を参照）。
まじかる Fight！
縦スクロールアクションシューティングゲーム。自機は旧作の魔法使いキャラ6人の中から選択する。
PRINCESS COLLECTION
「ToHeart2」「うたわれるもの」「鎖 -クサリ-」「ティアーズ・トゥ・ティアラ」「フルアニ」といったリーフ歴代作品の登場人物をフィーチャーしたカードバトル。
まななつ 〜委員長と特別な一日〜
「ToHeart2」ヒロインの一人・小牧愛佳と過ごす夏の一日を描く。全編リアルタイム3DCGで描かれており、おまけモードでは水着姿の愛佳を視点やモーション等をインタラクティブに操作して鑑賞できる。

### 主題歌
メインテーマ：WORDS OF LOVE
- 作詞：上原れな
- 作曲：衣笠道雄
- 編曲：衣笠道雄
- 歌：上原れな

クレジットテーマ：余韻
- 作詞：U
- 作曲：光田英生
- 編曲：光田英生
- 歌：上原れな